# 布禄仑华人协会
布祿崙華人協會（簡稱華協會）是美國紐約布鲁克林唐人街的一个非牟利機構，旨在服務社區民眾，以滿足在移民、入籍、福利申請、老人中心、幼兒教育和成人英語教育等方面的需求。該會資金來源自政府以及善長仁翁的捐輸，目前擁有25所分布于布碌崙日落公園、班森賀和羊頭灣等華社的社區中心，當中包括四所老人中心、八所幼兒教育中心以及多家小學課後補習班等，旗下300多名員工每天為超過3000個家庭提供服務。

## 歷史背景
一九八零年代，隨著布碌崙海邊設施陸續關閉，生活在布碌崙日落公園的北歐移民失去了賴以維生的工作。當時經濟不景，罪案頻生，多達90%擁有物業的家庭，紛紛低價拋售物業和商鋪，遷往他區，華裔移民就是在這個時代背景下接手該區的產業，逐漸形成了八大道的華裔社區。
另一方面，由於八大道N線地鐵站當時已經投入服務，方便華人往來布碌崙和曼哈頓唐人街，因此也吸引不少華人從華埠搬到布碌崙八大道。八大道站是地鐵出地面的第一個站，因此人們美稱該站為「藍天站」。
到了八十年代後期，該區大約有三千多名華裔居民，華人經營的商戶有十二家。不少華人被八大道較便宜且寬敞的環境所吸引，陸續搬來布碌崙八大道。抱著對生活的希望與夢想，有的買下物業，有的更租下店舖安居樂業：中國雜貨商店及中餐館陸續在區內開業，更有商人在日落公園區一帶開設製衣廠，聘用華工，為該區帶來大量的就業機會。八大道華社的崛起為布碌崙華社打下繁榮昌盛的根基，華裔人口隨之慢慢往西南方擴散到布碌崙其他華人小社區如戴克高地、班森賀、格雷夫森和羊頭灣等。
華人在布碌崙建立了屬於他們的「獨立王國」，在這裡中文才是通用的語言，為新移民帶來家鄉般的歸屬感，可是同時妨礙他們融入美國主流社會。新移民對於美國社會的司法、民情、社會福利等和一切和生活息息相關的資訊卻一無所知，需要一個了解新移民需要的雙語機構作為學習的渠道和溝通的橋樑。

## 創辦人
布祿崙華協會的會長兼創辦人麥保羅來自香港，他自幼熱心社區公益。1986年，他在一個非牟利機構擔任振興本地經濟計劃的主任，來到布碌崙八大道舉辦社區會議，搭建與當地民眾溝通的橋樑。令他始料不及的是，該場會議的民眾反應異常熱烈。而二百五十多名居民中有多達五十多位華裔站出來，表示渴望有社區組織幫助他們融入主流社會。這是首次有這麼多華裔居民站出來呼聲，麥保羅因此深切體會到該區需要一個以布碌崙為基、專門服務亞裔居民的社區服務機構。
麥保羅於是在1988年1月19日正式成立布祿崙華人協會，當時暫名為「布祿崙八大道社區華人協會」，地址為八大道3906號退伍軍人俱樂部。開始時麥保羅憑著一人一桌一筆一紙為民服務，有時有幾位義工前來協助，服務規模很小。然而，前來求助的人龍在門外久久等候，麥保羅和義工們都忙得不可開交。有鑑於此，麥保羅毅然於1990年辭去收入穩定的工作，一心一意投入華人協會的會務，服務社區。此後，該會一直與社區共同成長，由「布祿崙八大道社區華人協會」更名為「布祿崙社區華人協會」，最後定名為「布祿崙華人協會」。

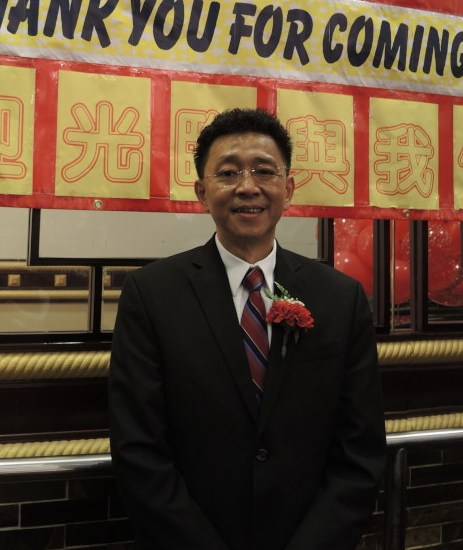
布祿崙華人協會會長兼創辦人麥保羅

## 宗旨
為社區亞裔民眾提供多元化服務於不斷增長的布魯克林區的亞裔人口，包括社會服務、老人服務、幼兒服務、青少年服務以及成人英語教育等，促進社區的健康發展。

## 發展歷史
華協會趕在1988年春節前成立，籌辦的第一個大型活動便是農曆新春大遊行。該活動的原意是為區內華裔居民帶來新春過節的氣氛，以及讓主流社會了解布祿崙即將誕生一個新的華人社區。該喜慶活動為八大道帶來了復甦的生機，自此至今，亞裔人口不斷遷入八大道居住，一年的數據更顯示八大道亞裔商店激增三倍，各大媒體也開始留意這個位於布祿崙的華埠。這個傳統乃至之後每年春節都會在八大道舉行，而且規模一次比一次大，近年更成功向政府申請在大遊行中燃燒鞭炮，讓社區華人猶如身在家鄉，度過一個充滿年味的農曆新年。
除了振興本土經濟，華協會對社區治安也貢獻巨大。1988年8月22日，一位梅姓高中學生在日落公園遭到劫殺。他的家人對美國的司法制度完全陌生，陷入悲傷和困境之中。華人協會主動與之聯絡，從中協調，最終在警民合作之下將兇手繩之於法，還死者一個公道。自這次事件後，麥保羅深感華人協會的使命不能停留在翻譯信件的簡單工作上，它更大的使命是要成為亞裔社區與政府之間溝通的橋樑。華協會於是專設了一條罪案受害人服務熱線，成功要求警察總署第一次派出雙語警務人員來到這個新興華人社區服務。紐約市警察總署也施以配合，派員把十四份「公共安全指引」翻譯成中文，最終頒發了表揚狀予華協會以茲肯定。1990年，華協會再度與警方合作，掃蕩區內的青少年幫派，使布碌崙華埠成為紐約市所有華埠中第一個解決幫派問題的社區。
同年，華人協會獲得政府第一筆經費撥款，由紐約州政府弱智弱能服務廳發出的8000元撥款，是華協會的服務獲得了州政府肯定的重要里程碑，當時是距離該會成立才兩年的時間。另外，華人協會與信義會及其他機構合作，進行了第一次華人社區問卷調查，確認了布碌崙西南區華裔人口的成長趨勢及需求。以此調查為基礎，信義會醫療中心在布碌崙設立了第一所中英雙語服務診所，從而使布碌崙居民無需再長途跋涉到曼哈頓尋求醫療服務。與此同時，華人協會遷至八大道5313號擴大服務範圍，服務工作漸趨穩定，可惜好景不長。1991年，紐約州、市政府的財政遇上極度困難，所有原本撥捐的經費全遭凍結或取消。身為一家非牟利機構，在缺乏政府資助的情況下，華協會頓時舉步為艱。由於無力支付公用設施費用，中心的水電煤氣、電話服務全遭切斷，職員除了不能支薪之外，甚至收到幫派乘機報復發來的死亡恐嚇。1991年4月，華協會的服務瀕臨被迫終結。
然而，會長麥保羅憑著熱誠和堅毅面對逆境，最終成功挽回了一些原本將被取消的撥款，更另闢新的經費來源，使得華協會能繼續如常運作。在接下來的幾年中，華人協會先後在1991年底開辦課後輔導課程、1992年首辦護士訓練課程、1993年開辦成人英語課程、成立了八大道老人中心及擴充五十三街的服務中心。至1994年，華人協會租下了八大道5000號的前衣廠大樓，將一樓改建為托兒中心，而二樓用作為行政及社會服務總辦事處。這些年來，華協會扎根華社，為民眾提供的主要服務包括：社區參與和推進服務、幼兒服務、青少年服務、成人英語教育、社區服務和老人服務。 （页面存档备份，存于）

## 服務範疇
一）社會服務

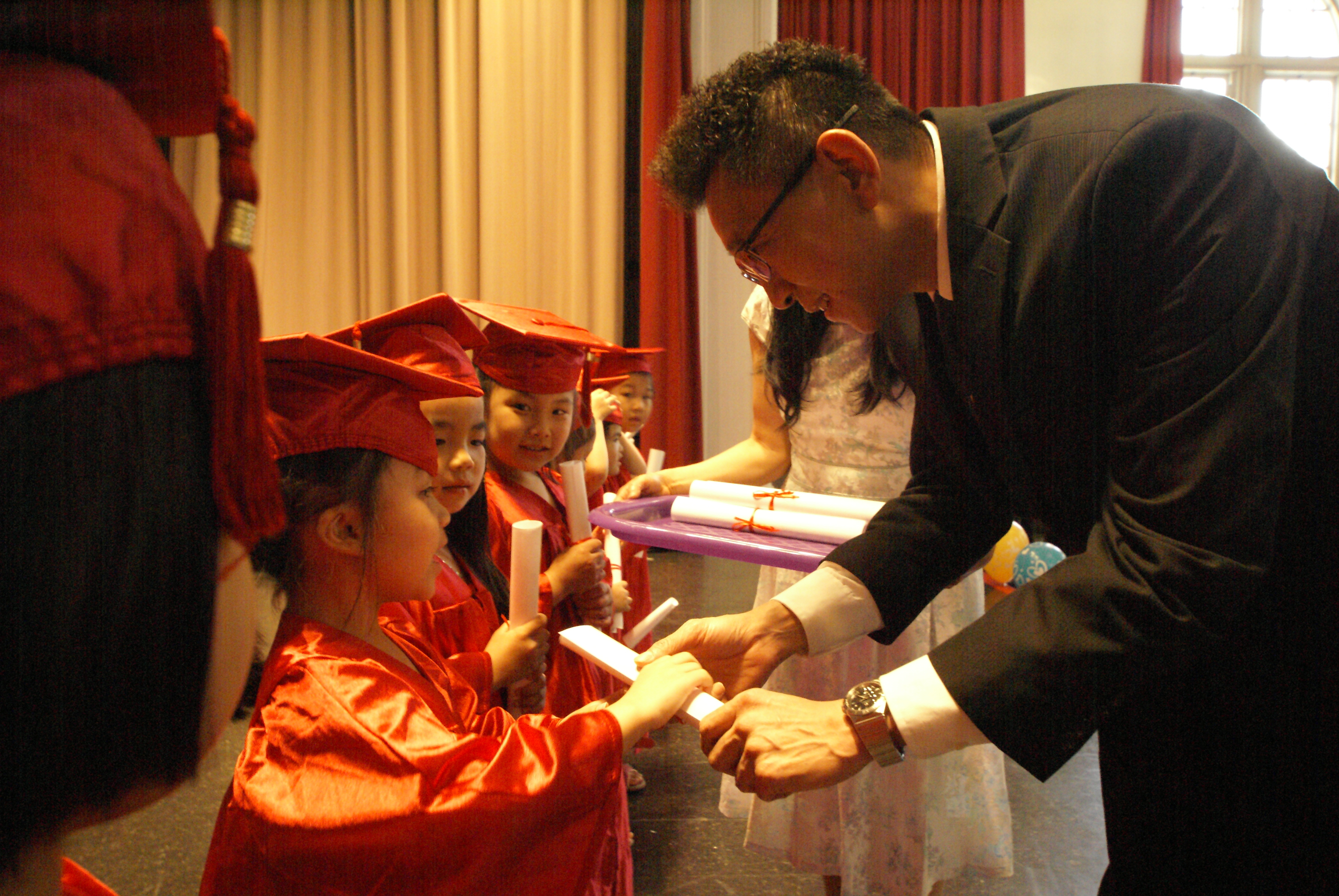
在2016至17年度華協會學前班畢業禮上，會長麥保羅親手頒發畢業證書給每一位畢業學童。

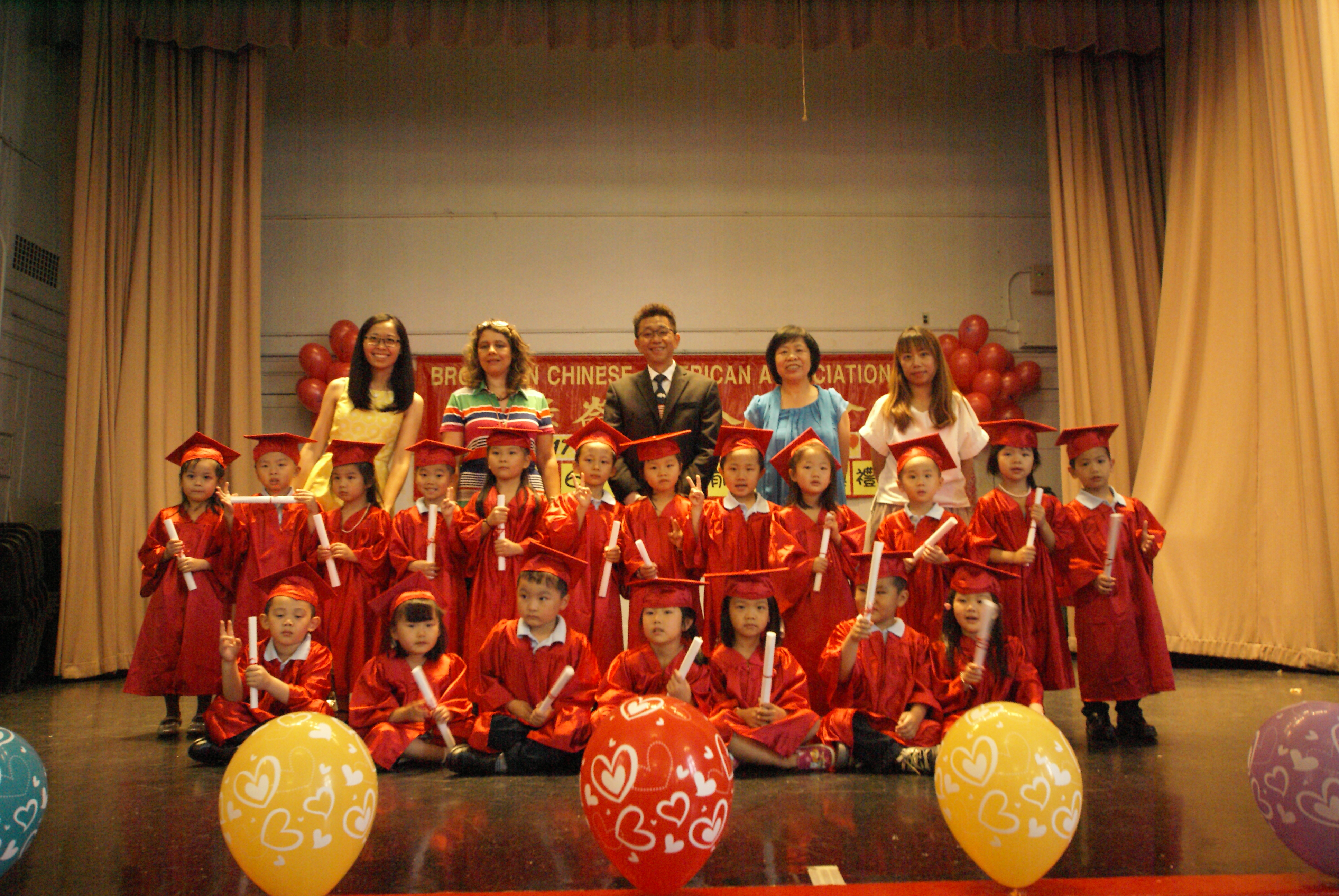
2016/17學前班幼兒畢業禮

布祿崙華人協會懂雙語（國語、英語）的專業人士為廣大移民提供各種諮詢和服務，下面是各項服務內容：
移民及入籍
罪案受害人
糧食券
房屋
社會福利
其他
二）老人服務
布祿崙華人協會共有四間老人活動中心為南布祿崙亞裔耆老提供服務。本會努力發展老人活動中心的業務，為耆老提供一個聯誼的場所，並安排不同的活動讓他們參加，例如：
星期一至五提供營養午餐
協助耆老們爭取應有的權利及幫助申請各種福利
免費健康及營養研討會
免費提供一般身體健康檢查
舞蹈班和唱歌班
中國民族舞和粵曲班
健美操和健身舞班
有關各類文化知識班
節日慶典活動和每月的生日慶祝會
三）早期幼兒教育服務
布祿崙華人協會通過托兒計劃提供免費或低收費托兒服務，這項計劃旨在滿足低收入雙職工家庭，這個計劃服務的對象為二至五歲的兒童。
我們這個計劃的目的是要加強兒童的全面發展，令他們在社會認識、情感、文化、知識及語言各方面均得到促進和增長，使他們成為『全面發展』的人。因此，我們的計劃旨在建立健康的行為模式和態度，鼓勵他們通過各種形式的活動和自我表現來增長他們的認知能力，使他們通過與同齡人及老師間的互相溝通，幫助小孩熟悉中國、美國及其它國家的文化，從而發展其社交能力。
四）青少年服務
課後補習
中文學校
夏令營
青少年輔導
五）成人教育服務
布祿崙華人協會提供多樣免費成人教育課程和服務，主要為居住在日落公園、波魯公園附近的居民提供教育和服務對象，華協會教育部門提供以下的教育和服務：
開辦中英雙語基礎班（BENL）、英語班（ESOL）和密集高級英語進修課程（ABE）
家庭識字班（親子教育課程）
職業技術培訓課程
協助求職服務包括：填寫個人求職履歷表、求職面談技巧、求職的技能等
提供事後跟進求職結果的服務
六）推動社區經濟
布祿崙華人協會在過去三十年中，發起和組織社區經濟發展以及社區振興各種項目，通過與政府機構、企業和非牟利機構合作，布祿崙華人協會在布碌崙南區發起和組織各種計劃及活動。這些計劃和活動包括以下內容：
華人新年慶典
千歲宴慶典
社區清潔活動日
社區事務公聽會
推廣面向公衆的社區研討會和演講會

## 媒體報導

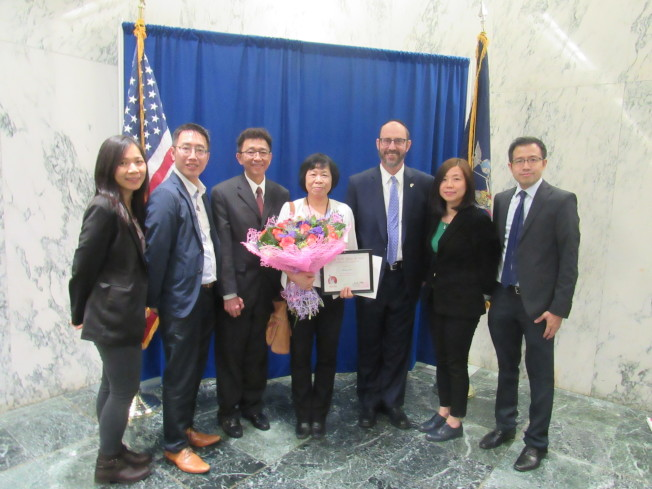
何錦璇(中)接受參議員費德樂(右三)頒發「2017年傑出女性」。

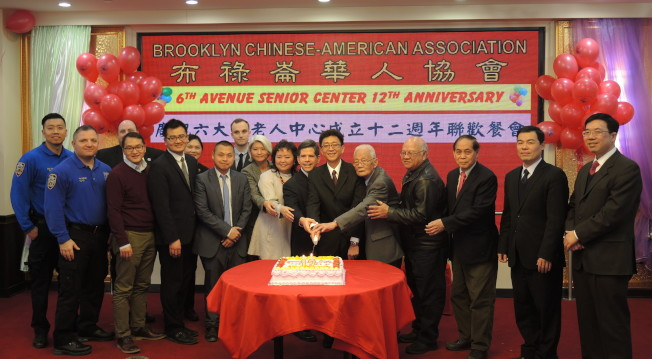
六大道老人中心十二週年聯歡會

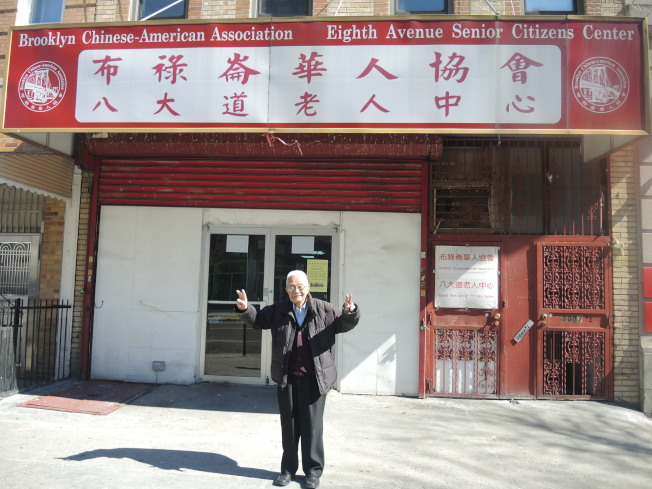
伍銳在布祿崙華人協會8大道老人中心擔任義工接近25年，是該中心最年長的耆老。

服務華協會25年 何錦璇獲頒「傑出女性」
世界日報　2017年5月19日
走過風霜 義工伍叔回歸平淡　
世界日報　2017年4月2日
布祿崙華協會Pre-K申請 逾千家長排隊
世界日報　2017年3月18日
 （页面存档备份，存于）
布碌崙新春遊行 50萬炮竹賀歲　
世界日報　2017年1月30日

## 未來藍圖
華協會目前正在興建新的總部會址。預計在未來兩年，布碌崙8大道夾52街新的永久會址即將落成和投入服務，以拓展該會的服務範圍、提升服務素質，讓更多社區民眾受惠。

## 現時各社區中心地址
|                    | Image not available        |                  |                       |
| ------------------ | -------------------------- | ---------------- | --------------------- |
| 布祿崙華人協會总部 | 布祿崙華人協會日程服务中心 | 日落公园老人中心 | 幼儿教育中心          |
| 5000 8th Avenue    | 5002 8th Avenue            | 5010 8th Avenue  | 812 54th Street       |
|                    |                            |                  |                       |
| 社区活动中心       | 六大道老人中心             | 班森賀老人中心   | U大道老人中心         |
| 5007 7th Avenue    | 545 6th Avenue             | 6809 20th Avenue | 2072 East 15th Street |